# Richland (Texas)
Pour les articles homonymes, voir Richland.
Richland est une ville située dans le comté de Navarro, dans l'État du Texas, aux États-Unis. Sa population s’élevait à 291 habitants lors du recensement de 2000.

## Source
- (en) Cet article est partiellement ou en totalité issu de l’article de Wikipédia en anglais intitulé « Richland, Texas » (voir la liste des auteurs).